# Phasmoneura janirae
Phasmoneura janirae – gatunek ważki z rodziny łątkowatych (Coenagrionidae). Występuje na terenie Ameryki Południowej – jest endemitem ekoregionu Cerrado w Brazylii; stwierdzony jedynie w stanie Mato Grosso, choć może też występować w sąsiednim stanie Goiás.